# مورتون فلدمن
مورتون فلدمن (۱۲ ژانویه ۱۹۲۶، نیویورک - ۳ سپتامبر ۱۹۸۷، نیویورک) آهنگ‌ساز مدرن آمریکایی فرزند یک خانوادهٔ یهودی روس‌تبار بود که از کیف به بروکلین مهاجرت کرده بودند. معلم او شاگرد مستقیم آرنولد شونبرگ بود. همچنین فلدمن رابطه‌ای نزدیک با هنری کاول و جان کیج داشت.

## زندگی‌نامه
مورتون فلدمن در ۱۲ ژانویه ۱۹۲۶ در منهتن نیویورک به دنیا آمد. او فرزند دوم ایروینگ فلدمن و فرانسی بود. پدر و مادر هر دو تباری یهودی داشتند و خانواده‌هایشان آنها را در کودکی از کی‌یف روسیه به نیویورک نزد خویشاوندانشان فرستاده بودند. پدر در شرکت تولید لباس برادر بزرگترش کار می‌کردولی بعدها در اوایل دهه ۱۹۴۰ توانست که مستقل شود و کارگاه تولید لباس کودک تأسیس کند. مورتون فلدمن در یک خانواده طبقه متوسط و در خانه‌ای معمولی در حومه نیویورک بزرگ شد. مورتون در نه سالگی شروع به آموختن پیانو کرد.
فلدمن اولین درس‌های آهنگسازی را نزد والینگفورد رایگر یکی از اولین آمریکایی‌های دنباله‌روی آرنولد شوئنبرگ و استفان وولپ آهنگساز یهودی آلمانی‌الاصل آموخت.